# Jean-Baptiste Mimiague
Jean-Baptiste Narcisse Mimiague, né le 3 février 1871 à Villefranche-sur-Mer et mort le 6 août 1929 à Nice, est un maître d'armes français, spécialiste du fleuret.

## Carrière
Jean-Baptiste Mimiague participe à l'épreuve de maîtres d'armes de fleuret lors des Jeux olympiques d'été de 1900 à Paris et remporte la médaille de bronze.